# Dirk Abel (Politiker)

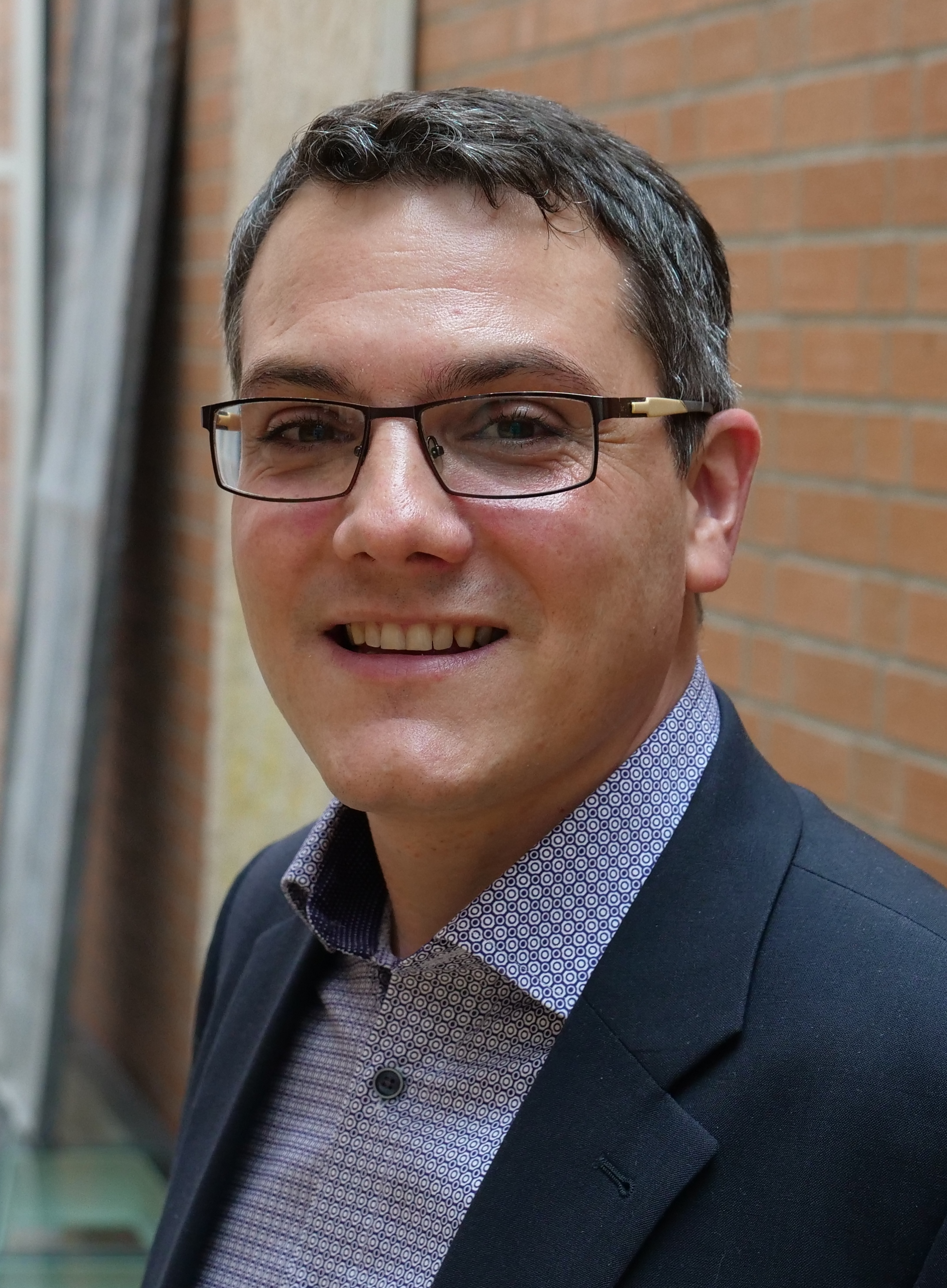
Dirk Abel (2019)

Dirk Abel (* 18. September 1977 in Sigmaringen) ist ein deutscher Politiker (CDU). Er ist seit Mai 2023 Oberbürgermeister von Balingen.

## Leben
Abel wuchs in Ablach auf. Er legte das Abitur am Hohenzollern-Gymnasium Sigmaringen ab. Anschließend studierte er Volkswirtschaftslehre an der Eberhard Karls Universität Tübingen. Nach Abschluss seines Studiums hatte er von 2003 bis 2017 verschiedene Referentenpositionen im Wirtschaftsministerium und im Finanzministerium des Landes Baden-Württemberg inne. Von Februar 2017 bis Mai 2023 war er Leiter der Koordinierungs- und Pressestelle im Regierungspräsidium Tübingen.
Abel ist römisch-katholisch, verheiratet und hat vier Kinder. Er lebt in Mössingen.

## Politik
Abel ist seit 2005 Mitglied der CDU. Er war von 2005 bis 2007 Vorsitzender der Mittelstands- und Wirtschaftsunion im Landkreis Sigmaringen, von 2013 bis 2021 stellvertretender Vorsitzender der CDU im Landkreis Tübingen und von 2014 bis 2022 Vorsitzender des CDU-Stadtverbands Mössingen. Bei der Landtagswahl in Baden-Württemberg 2016 kandidierte er als Zweitkandidat von Klaus Tappeser im Wahlkreis Tübingen. Von 2019 bis zu seiner Amtseinsetzung als Oberbürgermeister 2023 war er Mitglied des Gemeinderats von Mössingen.
Abel kandidierte 2023 bei der Oberbürgermeisterwahl in Balingen für die Nachfolge von Helmut Reitemann (CDU). Beim ersten Wahlgang am 5. März 2023 erhielt er 43,3 Prozent der Stimmen, bei der Stichwahl am 19. März 2023 56 Prozent und wurde somit zum Oberbürgermeister gewählt. Er trat das Amt am 14. Mai 2023 an.